# 何塞普·塞古埃尔
何塞普·塞古埃尔（Josep Seguer，1923年5月6日－2014年1月1日）是西班牙足球後衛和領隊。

## 外部連結
- BDFutbol player profile（页面存档备份，存于）
- BDFutbol coach profile（页面存档备份，存于）
- 何塞普·塞古埃尔在 National-Football-Teams.com 上的出场纪录